# Donacoscaptes quiriguella
Donacoscaptes quiriguella là một loài bướm đêm trong họ Crambidae.